# Szöuli halloweeni tömegszerencsétlenség
A szöuli halloweeni tömegszerencsétlenség 2022. október 29-én történt a dél-koreai főváros Ithevon (Itaewon) nevű negyedében, mely népszerű szórakozóhelyeiről ismert. A negyedben Halloween alkalmából tartottak fesztivált, melynek során rengeteg ember zsúfolódott össze egy szűk utcában. Többen szívrohamot kaptak vagy légzési nehézségek miatt hívtak mentőt. 156-an meghaltak, és legalább 150-en  megsérültek, amikor a tömeg összenyomult a szűk helyen.
A 2014-es kompkatasztrófa óta ez volt a legnagyobb tömegszerencsétlenség Dél-Koreában.

## Az incidens
Mintegy százezer ember tolongott a népszerű Ithaevon (Itaweon) szórakozónegyedben, ahol halloweeni fesztivált tartottak. Ez volt az első maszkmentes halloweeni sokadalom a koronavírus-járvány kitörése óta. A tömeg összetorlódása helyi idő szerint 22:20-kor történt a Hamilton Hotel melletti keskeny utcában. A helyi média szerint az emberek egy bárban tolongtak, mert az a hír járta, hogy egy meg nem nevezett híresség is jelen van. Az utca, amelyben az incidens történt, a kerület főutcájához, az Ithevon-ro (Itaewon-ro)hoz csatlakozik, felfelé lejt, és végül egy másik utcával találkozik, ami miatt az emberek összezsúfolódtak és tolongtak az utca keskeny szakaszán. Az utca mindössze 45 méter hosszú és 4 méter széles, ami miatt a mentőszolgálatok nem tudtak bejutni. A segélyhívó tisztviselői szerint legalább 81 hívás érkezett légzési nehézségekkel küzdő emberektől. A közösségi médiában közzétett fényképeken és videókon látszódnak a felfordulás jelenetei, ahogy a fesztivál jelmezbe öltözött résztvevői megpróbálták újraéleszteni a sérülteket.

## Következményei
156 ember vesztette életét, köztük egy általános iskolás és öt középiskolás diák, valamint 26 külföldi állampolgár. Az elhunytak között van I Dzsihan (Lee Jihan) színész is. Az áldozatok nagy része a 20-as éveiben járt. A tűzoltóság és a belügyminisztérium adatai szerint mintegy 100 sérültje van a szerencsétlenségnek, és 50 személyt szívroham miatt kellett ellátni. A mentők az utcákon fekvő embereket próbálták újraéleszteni, másokat kórházba szállítottak. Aznap éjjel 74 testet szállítottak kórházakba, 46 maradt az utcán.
A tragédiát követően Jun Szogjol (Yoon Suk-yeol) dél-koreai elnök egy hetes gyászidőszakot hirdetett. Az állam magára vállalta az áldozatok temetésének költségeit, valamint létrehoznak egy központot a sérültek és túlélők segítésére. A rendőrség közben vizsgálatot indított a Jongszan (Yongsan) kerületi rendőrfőnökkel szemben, mivel a rendőrség nem megfelelően kezelte a tragédia estéjén befutott segélykérő hívásokat. Mintegy 11 hívás érkezett órákkal a tragédia előtt, hogy a helyszínen kezelhetetlenül nagy a tömeg és többen kifejezték aggodalmukat a segélyhívásban, hogy összenyomhatják őket. A helyi rendőrörs mind a 11 hívást figyelmen kívül hagyta. A vizsgálat kiterjed a szöuli rendőrfőkapitányság ügyeletes tisztjére is, akinek a helyzet monitorozása volt a feladata aznap éjjel. A vizsgálat idejére a két rendőrtisztet felfüggesztették.